# Georg Olivier von Wallis

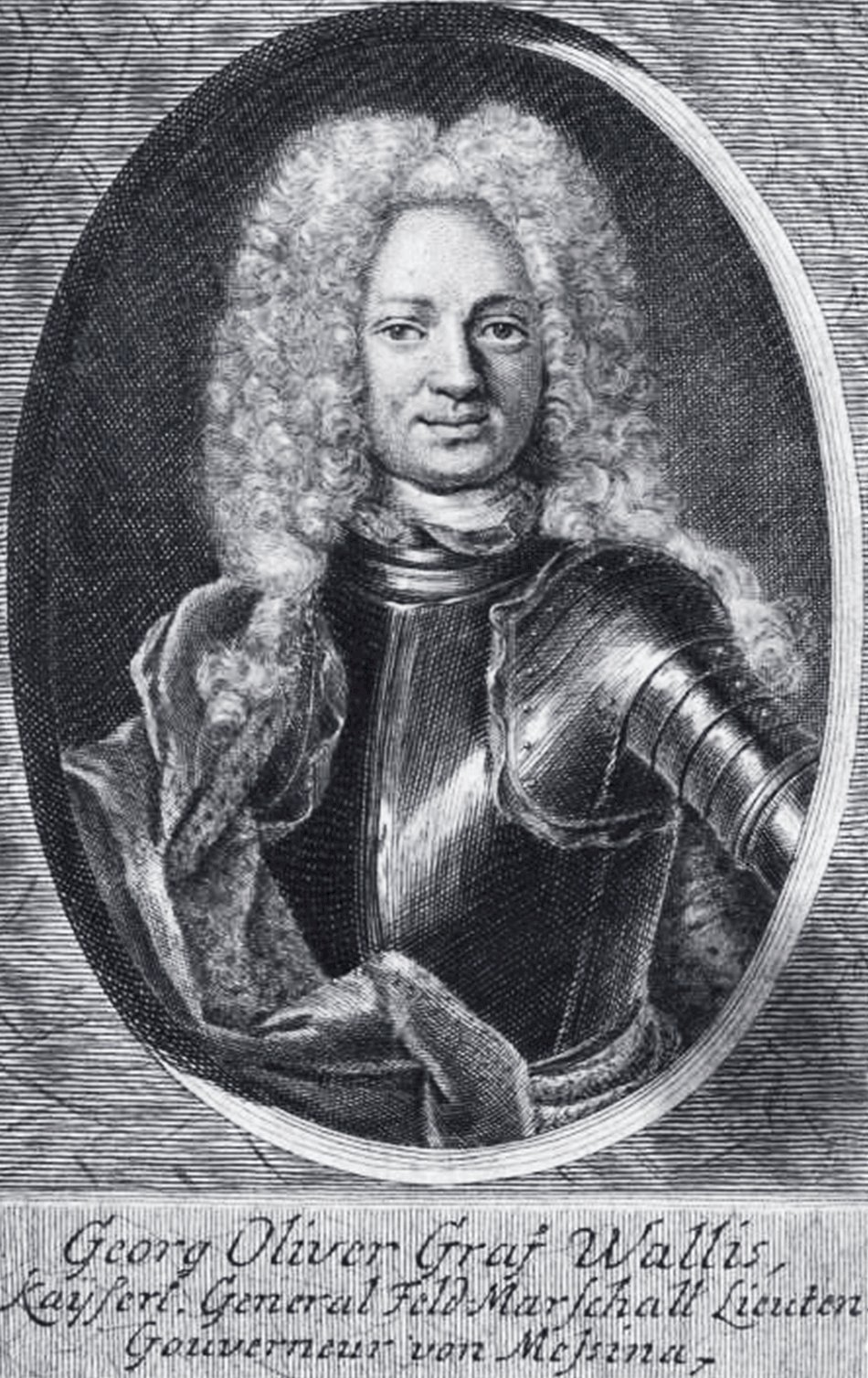
Georg Olivier Graf von Wallis (1673-1744); anonymer zeitgenössischer Kupferstich

Georg Olivier Graf von Wallis, Freiherr von Carighmain (* 8. Februar 1673; † 19. Dezember 1744 in Wien) war kaiserlicher Generalfeldmarschall und Generalkommandant des Königreichs Sizilien.

## Herkunft und Familie
Georg Oliviers Ahnherr war Richard Wallis von Carrickmines (County Dublin), der 1612 als einer der ersten irischen Offiziere in kaiserliche Dienste trat. Er starb 1632 als Oberst an einer in der Schlacht bei Lützen erlittenen Verwundung. Sein älterer Sohn Theobald kehrte nach Irland zurück, wobei dieser Zweig der Familie den Namen Walsh annahm.
Der jüngere Sohn Olivier Wallis diente weiter im kaiserlichen Heer und wurde der Stammvater der österreichischen Wallis. Er starb 1667 als Generalmajor in Ungarn. Dessen Sohn, Feldzeugmeister Ernst Georg von Wallis († 1689), war der Vater von Georg Olivier Wallis und dessen jüngerem Bruder Franz Paul von Wallis (1677–1737). Er war Erbherr von Kunzendorf in der Grafschaft Glatz, wo er auch an Plomnitz gelangte.
Georg Olivier von Wallis war in erster Ehe mit Maria Antonia Gräfin von Götzen verheiratet. Nach deren Tod ehelichte er Maria Theresie Gräfin von Kinsky (1721–1751) auf Kunitz und Tettau, eine Tochter von Reichsfürst Stephan Wilhelm Kinsky (1679-1749). Nach Georg Oliviers Tod verwaltete sie dessen Besitzungen bis zur Volljährigkeit des einzigen Sohnes Georg Stephan (* 19. Juli 1744; † 5. Februar 1832).

## Leben
Nach dem Tod seines Vaters Ernst Georg Wallis 1689 im Pfälzischen Erbfolgekrieg während der Belagerung von Mainz kam Georg Olivier als Edelknabe an den Wiener Hof. Bereits ein Jahr später wurde er Leutnant in der kaiserlichen Armee. Im Jahre 1697 nahm er als Hauptmann an der Schlacht bei Zenta teil. Während des Spanischen Erbfolgekrieges (1701–1714) diente er zunächst in Norditalien, bevor er 1707 an der Eroberung Neapels mitwirkte. Seit 1703 führte er selbst als Oberst ein Regiment. Bis 1713 diente er auch auf dem Kriegsschauplatz in Spanien. Bei Kriegsende bekleidete er den Rang eines Feldmarschall-Leutnants.
Im Türkenkrieg der Jahre 1716–1718 kämpfte er erneut unter dem Befehl des Prinzen Eugen von Savoyen am 5. August 1716 in der Schlacht von Peterwardein sowie bei den Belagerungen von Temesvár und Belgrad. Im folgenden Jahr wurde er mit dem Kommando über drei Regimenter betraut und nach Neapel entsandt. Im Krieg der Quadrupelallianz (1718–1720) gehörte er der österreichischen Streitmacht auf Sizilien an. Bei den Kämpfen um Messina wurde Wallis verwundet, aber bereits kurze Zeit später zum Gouverneur dieser Festung berufen. Diesen Posten behielt er bis 1727 und kehrte dann nach Österreich zurück. Nachdem der Englisch-Spanische Krieg (1727–1729) zu eskalieren drohte, entsandte ihn der Kaiser erneut nach Sizilien, um Vorbereitungen zur Verteidigung der Insel zu treffen. Da es dort zu keinem Angriff kam, wurde Wallis 1731 wieder abberufen und blieb bis 1734 Gouverneur der Festung Mainz. Im Polnischen Thronfolgekrieg (1733–1735/38) diente er (schon seit 1723 im Range eines Feldzeugmeisters) in Oberitalien im Kampf gegen Frankreich. Dort führte er zeitweilig sogar den Oberbefehl über das kaiserliche Heer und konnte einige Vorteile erkämpfen.
Im Russisch-Österreichischen Türkenkrieg (1736–1739) kommandierte er zunächst ein österreichisches Korps und wurde kurz darauf zum Feldmarschall befördert. Im letzten Kriegsjahr führte er den Oberbefehl über die Armee und erlitt am 22. Juli 1739 in der Schlacht bei Grocka eine schwere Niederlage. Nur Wochen später verlor Österreich im Frieden von Belgrad große Territorien sowie Belgrad an das Osmanische Reich. Wallis wurde als einer der Hauptschuldigen der Niederlage angesehen und nach dem Urteil eines Kriegsgerichtes zusammen mit anderen Generälen am 22. Februar 1740 in der Festung Spielberg bei Brünn inhaftiert. Nach dem Tode Kaiser Karls VI. wurde er jedoch im November desselben Jahres von Maria Theresia begnadigt. Danach verbrachte er die letzten Jahre bis zu seinem Tod am 19. Dezember 1744 auf seinen Gütern, wobei er jedoch oft zu militärischen Beratungen in Wien herangezogen wurde. Der Krieg gegen die Türken hatte seinen glänzenden militärischen Ruf jedoch nachhaltig beschädigt, was sich auch in der Beurteilung späterer Historiker niederschlug.

## Besitzungen
Neben den böhmischen Besitzungen Kolešovice, Petrowitz, Seywedel und Hochlibin erwarb bzw. erbte Georg Olivier von Wallis umfangreichen Grundbesitz in der Grafschaft Glatz. Es waren die Herrschaften Wallisfurth, Seitenberg und Kunzendorf. Nach dem Tod seines Bruders Franz Paul von Wallis 1737 erbte er dessen Grafschafter Güter Plomnitz, Kieslingswalde, Glasegrund, Weißbrod, Altwaltersdorf und Kaiserswalde sowie Friedrichswald in Böhmen. Nach Georg Oliviers Tod 1744 erbte die Besitzungen sein Sohn Stephan Olivier von Wallis († 1832). 1783 verkaufte er sie an Friedrich Wilhelm Graf von Schlabrendorf auf Hassitz und Stolz.